# Eliurus majori
Eliurus majori је врста глодара (Rodentia) из породице Nesomyidae.

## Распрострањење
Ареал врсте је ограничен на једну државу. Мадагаскар је једино познато природно станиште врсте.

## Станиште
Станиште врсте су шуме. 
Врста је по висини распрострањена од 1.000 до 2.000 метара надморске висине.

## Угроженост
Ова врста је наведена као последња брига, јер има широко распрострањење и честа је врста.